# Metodi Ananiev
Metodi Ananiev (in bulgaro Методи Ананиев?; Sofia, 17 febbraio 1986) è un pallavolista bulgaro, schiacciatore del Dobrudža.

## Palmarès

### Nazionale (competizioni minori)
- Memorial Hubert Wagner 2016